# Mitriostigma axillare
Mitriostigma axillare là một loài thực vật có hoa trong họ Thiến thảo. Loài này được Hochst. mô tả khoa học đầu tiên năm 1842.

## Hình ảnh

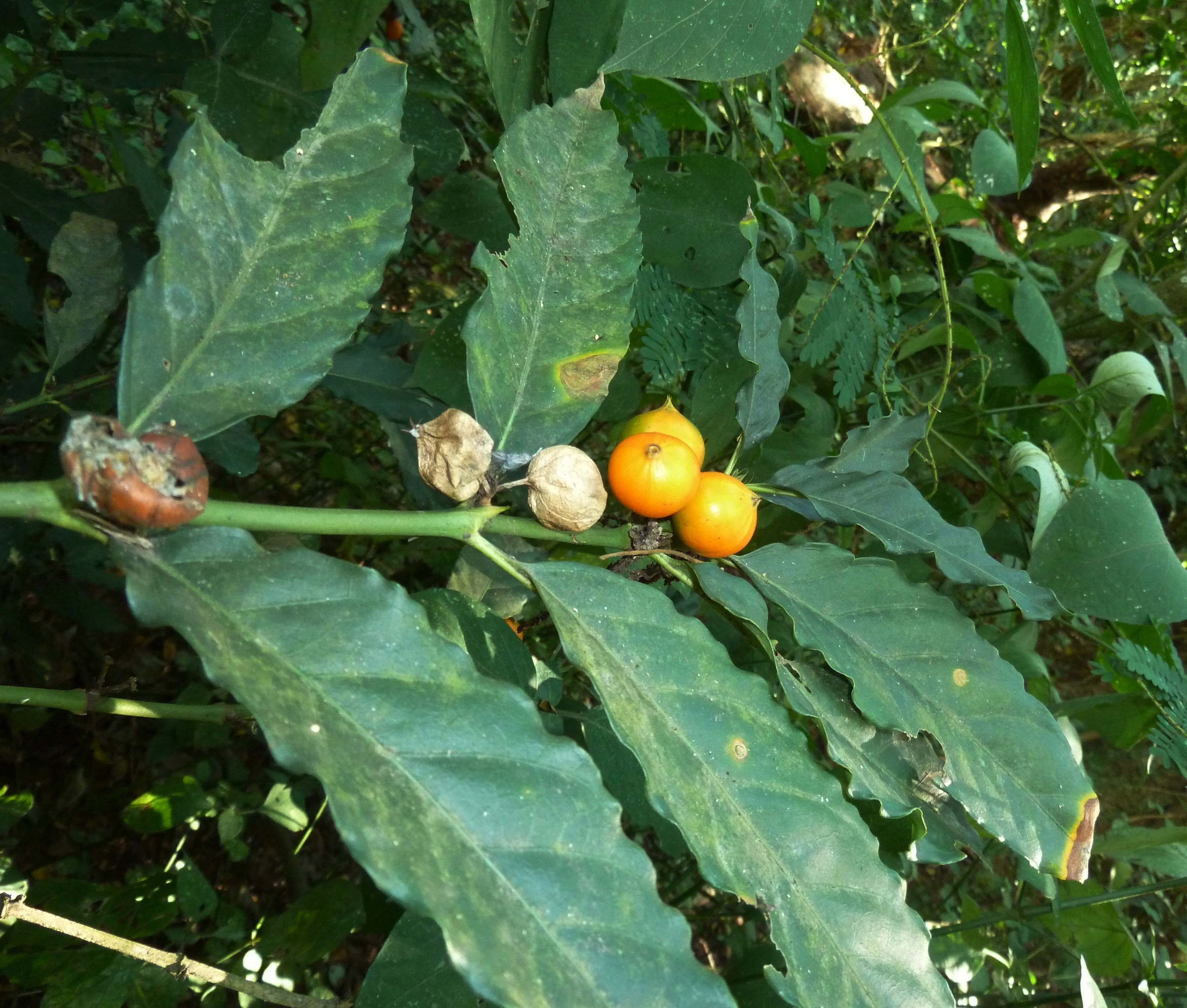
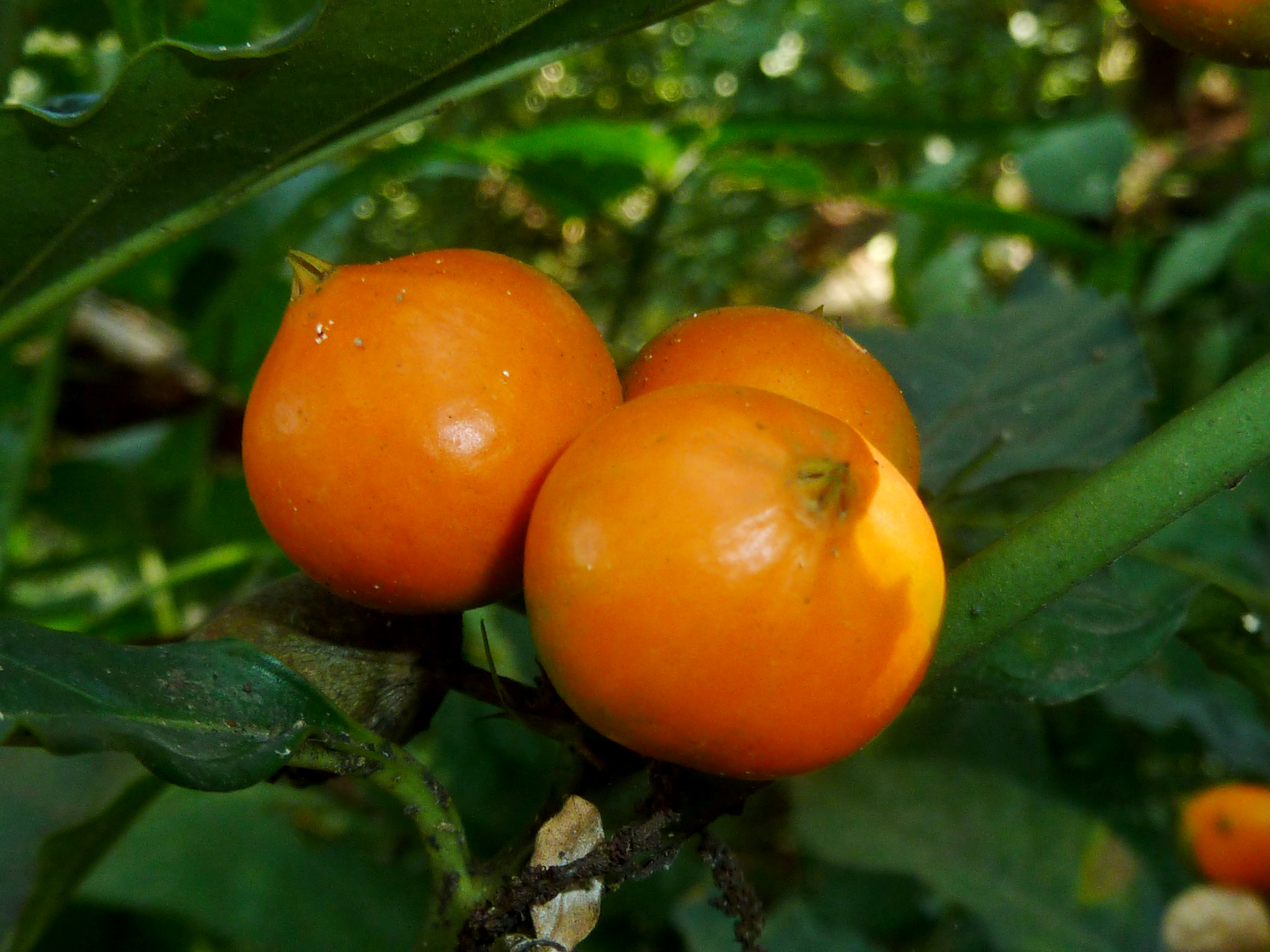
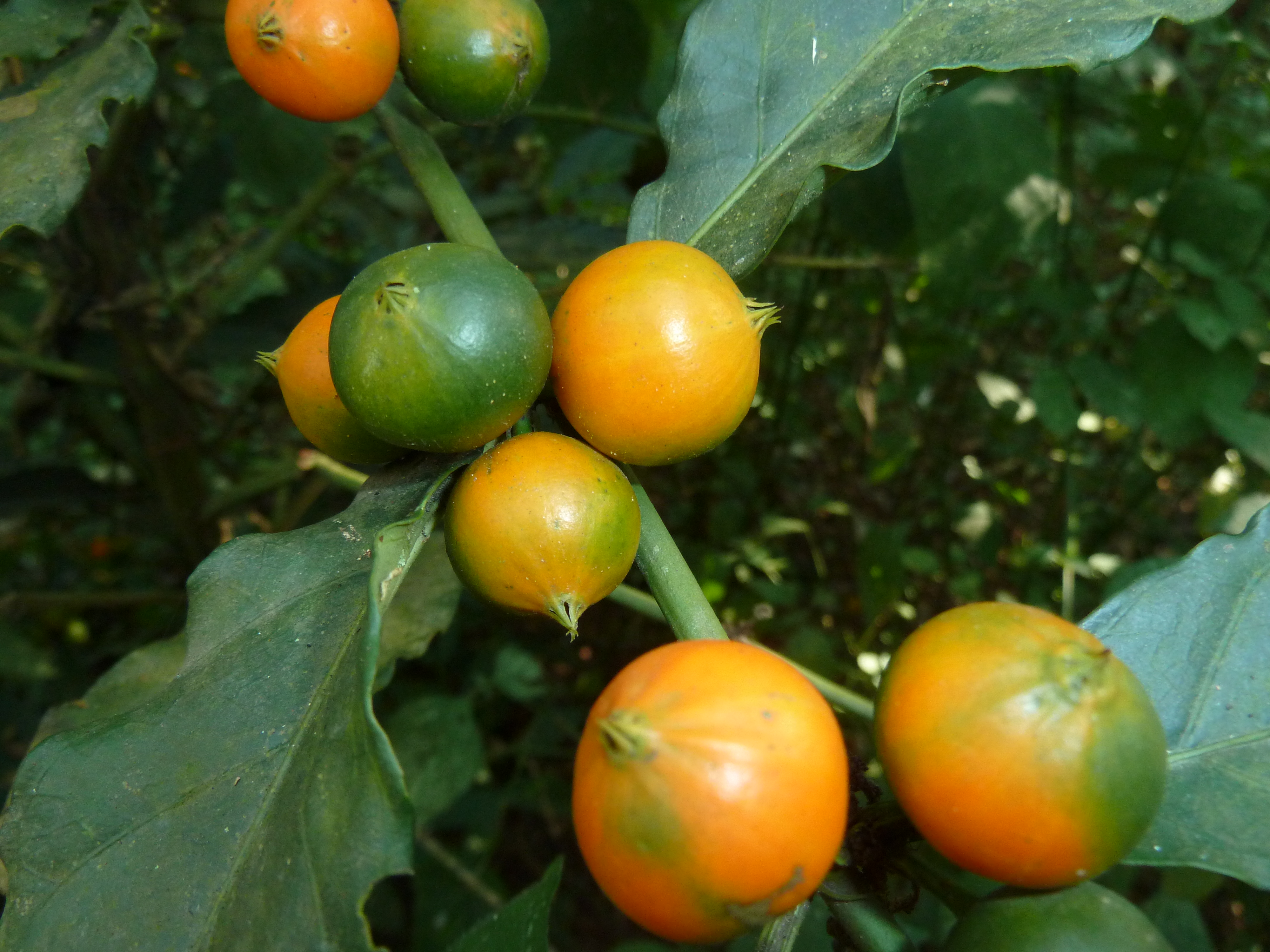